# The Reivers
The Reivers (Brasil: Os Rebeldes / Portugal: Os Ratoneiros) é um filme estadunidense de 1969, dirigido por Mark Rydell, com trilha sonora de John Williams.
O roteiro, baseado em obra de William Faulkner, foi escrito por Irving Ravetch e Harriet Frank Jr.

## Sinopse
Jefferson (Mississipi), 1905, um menino de 11 anos amadurece depois que dois amigos malandros o convencem a tomar o carro da família e seguirem em viagem para Memphis, em uma série de aventuras.

## Elenco
- Steve McQueen ....... Boon Hogganbeck
- Sharon Farrell .......  Corrie
- Rupert Crosse .......  Ned McCaslin
- Mitch Vogel .......  Lucius McCaslin
- Will Geer ....... Boss
- Ruth White .......  Miss Reba
- Michael Constantine .......  Mr. Binford
- Clifton James .......  Butch Lovemaiden
- Juano Hernandez ....... Uncle Possum
- Lonny Chapman .......  Maury McCaslin
- Diane Shalet .......  Hannah
- Pat Randall .......  May Ellen
- Diane Ladd .......  Phoebe
- Ellen Geer .......  Sally
- Dub Taylor ....... Dr. B.F. Peabody